# 滝野ますみ
滝野 ますみ（たきの ますみ、1990年10月11日 - ）は日本のサウンドデザイナー、音響技師。

## 人物・来歴
栃木県立栃木女子高等学校卒、東京藝術大学音楽環境創造科卒、東京藝術大学音楽学部修士課程修了。
大学在学中にアニメーションのサウンドデザイン、サラウンド音響作品の制作を行う。
株式会社ヴェントゥオノから株式会社ビー・ブルーへ移籍。現在はフリーランスとして活動している。
アニメーション、CM、ゲーム、インスタレーション等のサウンドデザインを手がける。

## 作品

### アニメーション
- 『グレートラビット』（2012年、監督：和田淳、ベルリン国際映画祭 短編部門銀熊賞）
- 『ドロンコロン』（2012年、監督：伊藤有壱、テレビ神奈川開局40周年記念作品）
- 『Anomalies』（2013年、監督：和田淳、Channel 4）
- 『よだかの星』（2013年、監督：加藤隆、80年後のKENJI 〜宮澤賢治21世紀童話集〜、NHK）
- 『Blue Eyes -in HARBOR TALE-』（2014年、監督：伊藤有壱）
- 『黄色い気球とばんの先生』（2014年、監督：幸洋子）
- 『恋するデッサン人形』（2014年、監督：岡本将徳、NHK）
- 『目玉焼きの黄身 いつつぶす?』（2014年、NHK）
- 『英国一家、日本を食べる』（2015年、NHK）
- 『ズドラーストヴィチェ！』（2015年、監督：幸洋子）
- 『げんそ博士の元素記号教』（2015年、東京エレクトロン）
- 『ワンミニット・ムービー』（2015年、監督：三角芳子）
- 『breakfast ＆ adventure』（2016年、NHK）
- 『lost summer vacation』（2016年、監督：幸洋子）
- 『Garden Necklace YOKOHAMA 2017 オープニングムービー』（2017年、監督：伊藤有壱）
- 『Caribadix』（2017年、監督：青池良輔、テレビ大阪）
- 『電気100%』（2017年、監督：幸洋子）
- 『まったり敦賀浪漫』（2018年、監督：伊藤有壱、敦賀赤レンガ倉庫ジオラマ館）
- 『武井武雄 童画の世界』（2018年、監督：山北麻由子、イルフ童画館）
- 『PACALIEN』（2018年、監督：秦俊子、adult swim）
- 『夜になった雪のはなし』（2018年、監督：幸洋子）
- 『My Exercise』（2018年、監督：和田淳）
- 『KIDS』 (2019年、監督：Michael Frei）
- 『僕たちのアメリカンフットボールを』（2019年、監督：和田淳）
- 『めかくれ』（2019年、監督：野中晶史）
- 『アニメ 大福くんスペシャル！』（2019年、監督：野中晶史、TOKYO MX）
- 『オナラのニンジャ忍ぷ〜あられ』（2020年、監督：野中晶史、タカラトミーチャンネル)
- 『キツネに捕まった日の神』（2020年、監督：牧野敦、ウポポイ民族共生象徴空間）
- 『ダイナ荘びより』（2021年、監督：野中晶史、TOKYO MX BS11）
- 『俺、つしま』（2021年、監督：青木純）
- 『crystal plum』（2021年、監督：キムイェオン）
- 『マークとクーペンズ』（2021年、タカラトミーチャンネル）
- 『オイラはビル群』（2021年、監督：秦俊子、WOWOW）
- 『むかしめがね山形編「乱れ川」』（2022年、監督：坂井治）
- 『さがしてあそぼう！とれたんずはどこにいる？』
- 『BABY-HAMITANG』（2022年、監督：麻王）
- 「エレギャル」（2022年、監督：幸洋子）
- 『ホッキョクグマすっごくひま』（2022年、監督：山村浩二）
- 『骨噛み』（2022年、監督：矢野ほなみ）
- 『ミニミニポッケの大きな庭で』（2022年、監督：幸洋子）

### プロジェクションマッピング
- 「Marunouchi Bright Christma  2016～不思議なくるみ割り人形の物語～」(2016年　丸ビル）
- 「Landmark Bright Christmas 2016〜くるみ割り人形とめぐる夢の物語〜」(2016年　ランドマークタワー）
- 「しらかばの森に降り注ぐ星の物語」（2017年、池の平ホテル）
- 「福井城址しあわせプロジェクションマッピング『FUKUI HAPPY NIGHT』」（2018年、福井県庁）
- 「開業20周年記念 特別演出 横浜赤レンガ倉庫 REOPEN Anniversary 2022 ～アドベントカレンダープロジェクションマッピング～」（2022年、赤レンガ倉庫）

### インスタレーション
- 「New Artist Picks 和田淳展 | 私の沼」(2017年　横浜美術館　和田淳）

### ライブイベント
- Mr.Children TOUR 2015 REFLECTION オープニング/エンディング、ステージ演出映像（2015年、監督：牧野惇）
- Mr.Children Stadium Tour 2015 未完 「ニシヘヒガシヘ」「Starting Over」オープニング/エンディング、ステージ演出映像（2015年）
- REBORN ART FETIVAL ap bunk fes 2016

### ゲーム（FOLEY担当）
- 『ニーア オートマタ』（2017年、スクウェア・エニックス ）
- 『ドラゴンクエストXI 過ぎ去りし時を求めて』（2017年、スクウェア・エニックス ）
- 『劇場版ソードアート・オンライン -オーディナル・スケール-』（2017年、FOVE, Inc.）

### 映画
- 『バニラボーイ トゥモロー・イズ・アナザー・デイ』（2016年）
- 『映画の妖精 フィルとムー』（2018年、World Theater Project）

- 『S−最後の警官− 奪還 RECOVERY OF OUR FUTURE』（Foley協力)
- 『orange』（Foley協力)
- 『俺物語！！』（Foley協力)
- 『リトル・フォレスト』（Foley協力)
- 『デスノート Light up the NEW world』（Foley協力)
- 『アイアムアヒーロー』（Foley協力)
- 『旅猫リポート』（Foley協力)
- 『覆面系ノイズ』（Foley協力)
- 『竹田ん宝もん』（竹8シネマプロジェクト)
- 『ざんねんないきもの事典』（効果音協力）
- 『[窓] MADO』
- 『目の見えない白鳥さん、アートを見に行く』

### ドラマ
- 『婚活刑事』（2015年、読売テレビ・日本テレビ系）
- 『青春探偵ハルヤ』（2015年、読売テレビ・日本テレビ系）
- 『五つ星ツーリスト〜最高の旅、ご案内します!!〜』（2015年・読売テレビ、吉本興業、国際放映 ）
- 『マネーの天使〜あなたのお金、取り戻します!〜』（2016年・読売テレビ、吉本興業 ）
- 『AKB総選挙スキャンダル アキバ文書』（2016年、日本テレビ系）
- 『ふれなばおちん』（2016年、NHK系）
- 『先生に恋した夏』（2016年）
- 『明日もきっと君に恋をする。』（フジテレビ系）
- 『かもしれない女優たち-2016-』（2016年、フジテレビ系）

### ドラマ CD
- 『あやつりピエロの物語』 （2012年、ティームエンタテインメント）
- 『くらやみがたり 〜妖艶異聞〜』（2012年、CV:津田健次郎、ティームエンタテインメント）
- 『くらやみがたり 〜幽艶一夢〜』（2013年、CV:津田健次郎、ティームエンタテインメント）
- 『くらやみがたり 〜凄艶数奇〜』（2014年、CV:津田健次郎、ティームエンタテインメント）